# Paraspheniscoides
Paraspheniscoides este un gen de muște din familia Tephritidae.

Cladograma conform Catalogue of Life:
| Paraspheniscoides | \| \| Paraspheniscoides binarius \| \| \| \| \| \| Paraspheniscoides senarius \| \| \| \| |
|                   | \| \| Paraspheniscoides binarius \| \| \| \| \| \| Paraspheniscoides senarius \| \| \| \| |
|                   | Paraspheniscoides binarius                                                                |
|                   |                                                                                           |
|                   | Paraspheniscoides senarius                                                                |
|                   |                                                                                           |